# رودريغو بيكاو
رودريغو ناسيمنتو فرانسا، المعروف باسم رودريغو بيكاو (بالإنجليزية: Rodrigo Becão)‏ هو لاعب كرة قدم برازيلي محترف، من مواليد 19 يناير 1996، يلعب لنادي أودينيزي الإيطالي.

## روابط خارجية
- رودريغو بيكاو على موقع الاتحاد الأوربي (الإنجليزية)
- رودريغو بيكاو على موقع اتحاد تركيا (لاعب) (الإنجليزية)
- رودريغو بيكاو على موقع إي إس بي إن إف سي (الإنجليزية)
- رودريغو بيكاو على موقع قاعدة بيانات كرة القدم.إي يو (الإنجليزية)
- رودريغو بيكاو على موقع ليكيب (الفرنسية)
- رودريغو بيكاو على موقع Soccerway.com (الإنجليزية)
- رودريغو بيكاو على موقع عالم كرة القدم.نت (الإنجليزية)